# Hiddenite (Carolina do Norte)
Hiddenite é uma Região censitária (CDPdono no leste-central Condado de Alexander (Carolina do Norte), North Carolina, United States. It is part of the Hickory,NC–Lenoir–Morganton Metropolitan Statistical Area.
A cidade de Hiddenite foi incorporada em 1913, mas sua carta foi revogada em 1919. Hiddenite foi nomeada para William Earl Hidden (1853-1918), um mineralogista enviado para a Carolina do Norte por Thomas Edison para procurar platina. Hidden descobriu a jóia que veio a ser conhecida como " hiddenite " em 1879 nas minas próximas. Hiddenite é uma variedade de spodumene e é a única pedra preciosa que não pode ser sintetizada.     Até recentemente encontrou-se somente no condado de Alexander, Carolina norte, mas em décadas recentes encontrou-se subseqüentemente em Madagascar e em Brasil.
O Hiddenite Gem Mines e áreas circunvizinhastambém produzem esmeraldas, safiras e muitas outras pedras preciosas. Escavar e escavar pedras preciosas é uma atividade recreativa popular que atrai muitos visitantes para a área.
Antes da chegadattttty de WE Hidden, a comunidade era conhecida como White Plains; é assim que a área aparece no mapa de 1871. Hiddenite já foi notado como um resort de saúde por causa de suas fontes de enxofre. A altitude da Hiddenite é 1 160 pés (350 m)   acima do nível do mar. A comunidade também é produtora de aves. A Mansão Lucas foi listada no Registro Nacional de Lugares Históricos em 1982.

## Geografia
De acordo com o United States Census Bureau, o CDP tem uma área total de 4,1 quilômetro quadrados (1,6 sq mi), dos quais 0,01 quilômetro quadrados (0,0 039 sq mi), ou 0,32%, é água. O CDP está localizado ao longo da Rodovia Carolina do Norte 90, 5 milhas (8 km)   leste de Taylorsville, a sede do condado, e 15 milhas (24 km)   noroeste de Statesville. A Rota 64 dos EUA ignora a Hiddenite para o sul.
A Celebração Hiddenite das Artes é realizada no quarto sábado de setembro. O evento começa às 9h e termina às 16h. A Celebração convida as pessoas a ver e participar de artes e ofícios de diferentes culturas. A cultura principal é o caminho popular da Carolina do Norte. Os folkways hispânicos e hmong também são celebrados. O evento é cheio de entretenimento e comida de todo o Condado de Alexander. O anual Hiddenite Half-Marathon é realizado ao mesmo tempo. A maratona é de 13 milhas e começa na Igreja Batista de Pleasant Hill; a linha de chegada é marcada em frente à Mansão Lucas. Qualquer um pode participar deste evento e troféus são dados àqueles que o colocam.